# Болото Біле

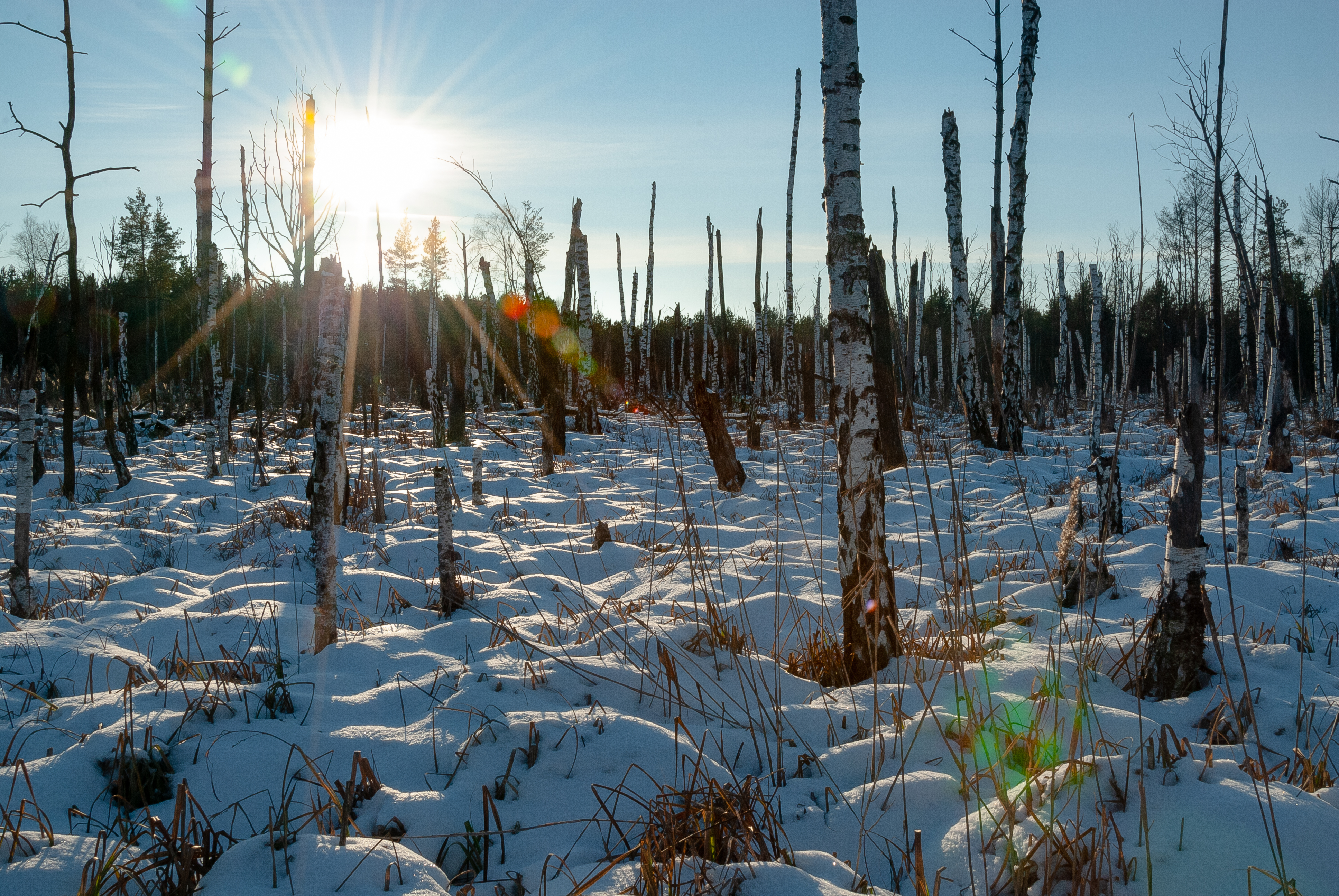
«Болото Біле» узимку.

«Болото Біле» — гідрологічний заказник місцевого значення. Заказник розташований на території Бориспільського району Київської області, Сошниківська сільська рада, у межах Ржищівського військового лісництва ДП «Ржищівський військовий лісгосп» — кв. 98 вид. 3, кв. 99 вид. 9, кв. 100 вид. 14, кв. 101 вид. 11, кв. 114 вид. 4, кв. 115 вид. 4, кв. 116 вид. 1, кв. 117 вид. 1, вид. 118 вид. 14, кв. 128 вид. 10, кв. 129 вид. 1, кв. 130 вид. 1, кв. 131 вид. 1, кв. 142 вид. 4. Створений згідно з рішенням обласної ради 6 сесії 23 скликання від 02.02.1999 р.

## Загальна характеристика
Територія болота з усіх боків оточена лісом та віддалена від населених пунктів. Болото Біле належить до низинного (евтрофного) типу. За рослинним типом воно є характерним для Лісостепової зони. Ця територія є військовим полігоном, здавна має особливий режим, тому болото зберігає свій природний стан. У рослинному покриві болота переважають високотравні ценози, які займають центральну, найбільш обводнену його частину. Основні площі займають угруповання очерету, часто монодомінантні, в менш обводнених місцях ближче до берега співдомінантом цих угруповань виступає осока гостра. Флористичне ядро утворюють типові гідрофільні види: півники болотні, плакун гостролистий, вербозілля звичайне, розсіяно зростає вовче тіло болотне, яке місцями виступає як співдомінант. Менші площі займають угруповання рогозу вузьколистого, які розміщуються плямами серед очерету і чітко відокремлюються у рослинному покриві. Невеликі площі по краю болота займають осокові угруповання, в яких переважає осока гостра. На сухіших ділянках значну домішку в травостої становить куничник сіруватий. Болото по краю оточене смугою чагарників, яка місцями розширюється. Серед кущів переважає верба попеляста, поодиноко відмічена верба п'ятитичинкова.
Болото відоме як місце зимової концентрації копитних тварин таких як лось та вепр. Звичайні тут лисиця звичайна та єнот уссурійський. Часто трапляється вовк, що внесений до Червоного Європейського списку. Із птахів тут звичайні представники водноболотного комплексу, такі як лунь болотний, крижень, очеретянки та кобилочки. У значній кількості тут трапляються земноводні.
Площа заказника — 392,6 га, створений у 1999 році.